# Camp Rodó (Mussarra)
El Camp Rodó és un camp de conreu del terme municipal de Monistrol de Calders, al Moianès.
Està situat a prop i al sud-est de la masia de Mussarra, a la qual pertany. Deu el seu nom a la forma arrodonida que té.